# Список туристичних пам'яток Парижа

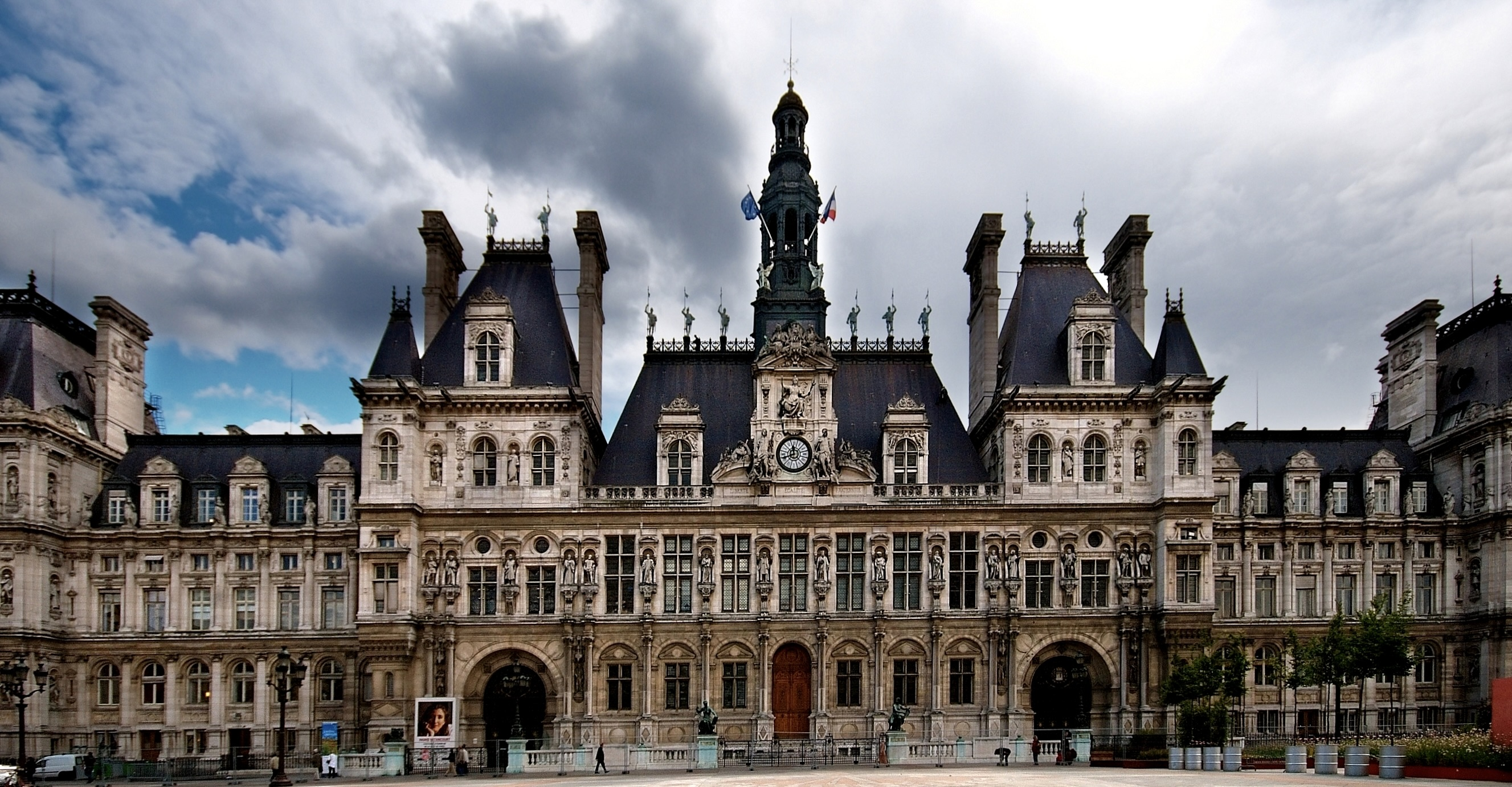
Отель-де-Віль.

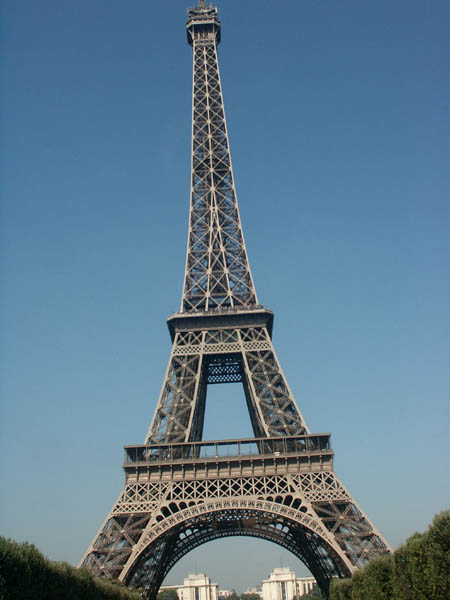
Ейфелева вежа.

У цій статті наведено перелік пам'яток та визначних місць Парижа.

## Пам'ятні, почесні та декоративні споруди

### Арки та тріумфальні арки
- Арка на площі Каррузель
- Тріумфальна арка на площі Зірки
- Велика арка Дефанс
- Брама Сен-Дені
- Брама Сен-Мартен

### Колони та обеліски
- Колона Медічі
- Липнева колона, площа Бастилії
- Вандомська колона, Вандомська площа
- Луксорський обеліск, площа Згоди
- Застава Трону, авеню дю Трон

### Відомі фонтани

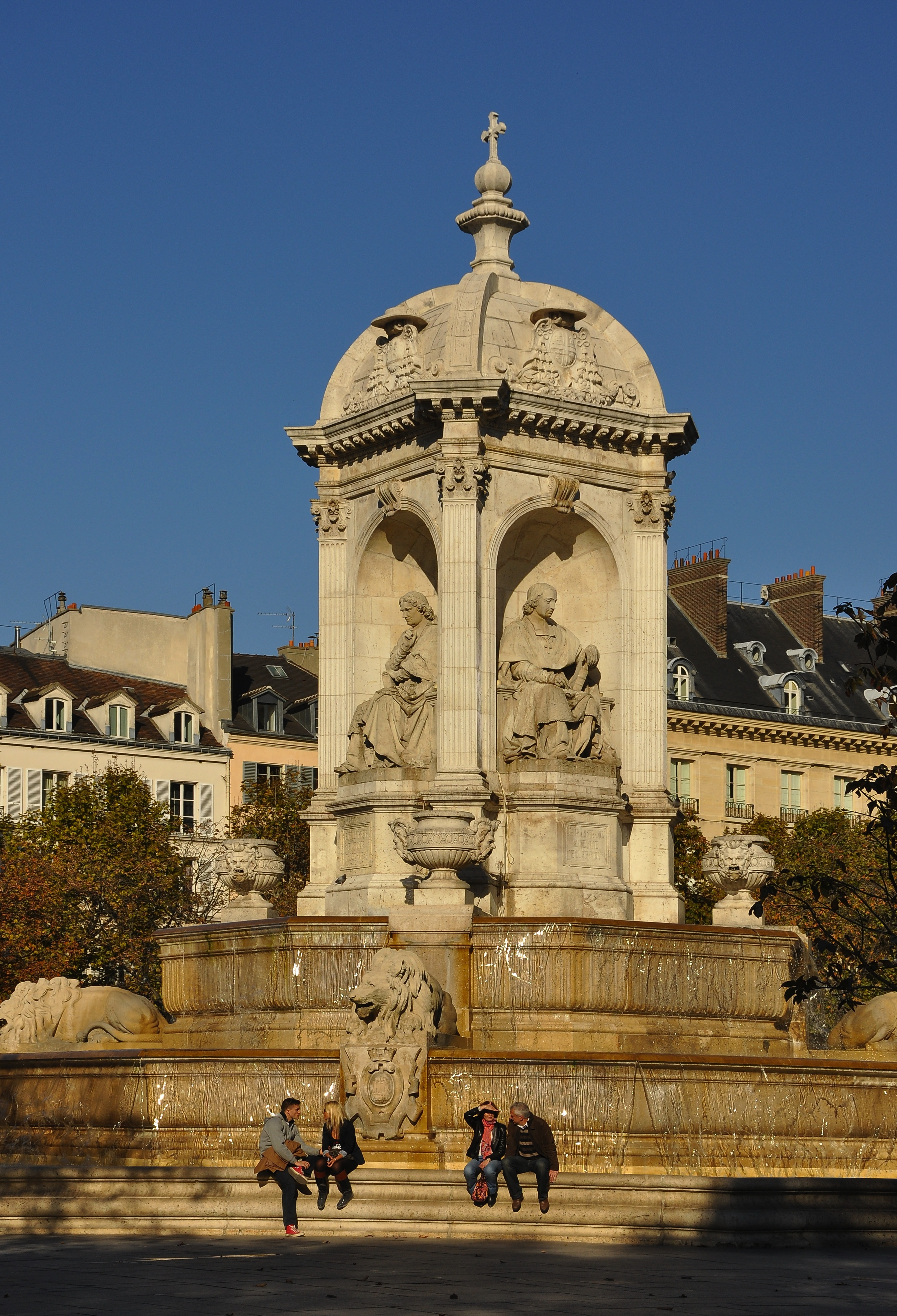
Фонтан Сен-Сюльпіс.

- Фонтан невинних, сквер Невинних, 1-й округ Парижа
- Фонтан Пальми (або фонтан Перемоги), площа Шатле, 1-й округ
- Фонтан Стравінського, поблизу центру Бобур, 3-й округ Парижа
- Фонтан Сен-Мішель, площа Сен-Мішель, 6-й округ Парижа
- Фонтан Сен-Сюльпіс, площа Сен-Сюльпіс, 6-й округ
- Фонтан Медічі, Люксембурзький сад, 6-й округ
- Фонтан Ембакль, площа Квебеку, 6-й округ
- Фонтан Чотирьох частин світу, 6-й округ
- Фонтан Чотирьох сезонів, вулиця Гренель, 7-й округ Парижа
- Фонтан річок та Фонтан морів, площа Згоди, 8-й округ Парижа

### Видатні статуї
- Кінна статуя Генріха IV, на Новому мосту
- Кінна статуя Людовика XIII, площа Вогезів
- Кінна статуя Людовика XIV, площа Перемог
- Монумент Республіці, площа Республіки
- Тріумф Республіки, площа Нації
- Коні Марлі, площа Згоди
- Бельфорський лев, площа Данфер-Рошро
- Пам'ятник маршалу Монсею, площа Кліші
- Статуя Бальзака роботи Родена, площа Пабло Пікассо
- Оригінальна модель Статуї Свободи на Лебединому острові та в Люксембурзькому саду

## Видатні будівлі

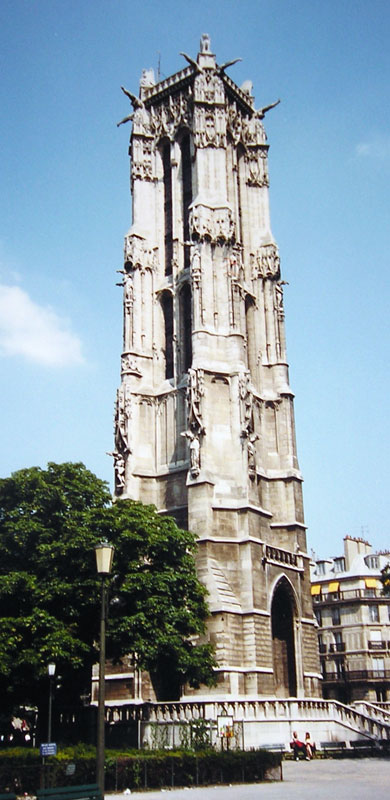
Вежа Сен-Жак.

### Палаци та офіційні будівлі
- Консьєржері, 1-й округ, колишня королівська резиденція з X по XIV століття, згодом державна в'язниця. Тут була ув'язнена королева Марія-Антуанетта, дружина короля Людовика XVI.
- Палац правосуддя, 1-й округ, місцезнаходження прокуратури Парижа.
- Пале-Рояль, 1-й округ, палац, де розташовані різні установи, такі як Конституційна рада та Міністерство культури та комунікацій.
- Палац Броньяр, 2-й округ, колишня будівля Паризької фондової біржі, нині центр конференцій.
- Отель Субіз, 4-й округ, місцезнаходження Національного архіву.
- Отель-де-Віль, 4-й округ, місцезнаходження мерії Парижа.
- Отель де Санс, 4-й округ
- Пантеон, 5-й округ, де поховані видатні особистості, що зробили внесок у велич Франції, такі як Віктор Гюго, Жан Жорес, Жан Мулен, а також П'єр та Марія Кюрі.
- Інститут Франції, 6-й округ, місцезнаходження Французької академії та Бібліотека Мазаріні.
- Люксембурзький палац, 6-й округ, місцезнаходження Сенату.
- Палац Почесного легіону, 7-й округ
- Бурбонський палац, 7-й округ, місцезнаходження Національної асамблеї.
- Дім Інвалідів, 7-й округ
- Матіньйонський палац, 7-й округ, офіційна резиденція та офіс глави уряду з 1935.
- Військова школа, 7-й округ
- Будинок ЮНЕСКО, 7-й округ
- Єлисейський палац, 8-й округ, офіційна резиденція та офіс президента республіки з 1878.
- Малий палац, 8-й округ, музей, розташований навпроти Великого палацу.
- Великий палац, 8-й округ, музей, розташований навпроти Малого палацу.
- Паризька обсерваторія, 14-й округ
- Палац Шайо, 16-й округ

### Відомі культові споруди
- Собор Паризької Богоматері
- Сент-Шапель, 1-й округ

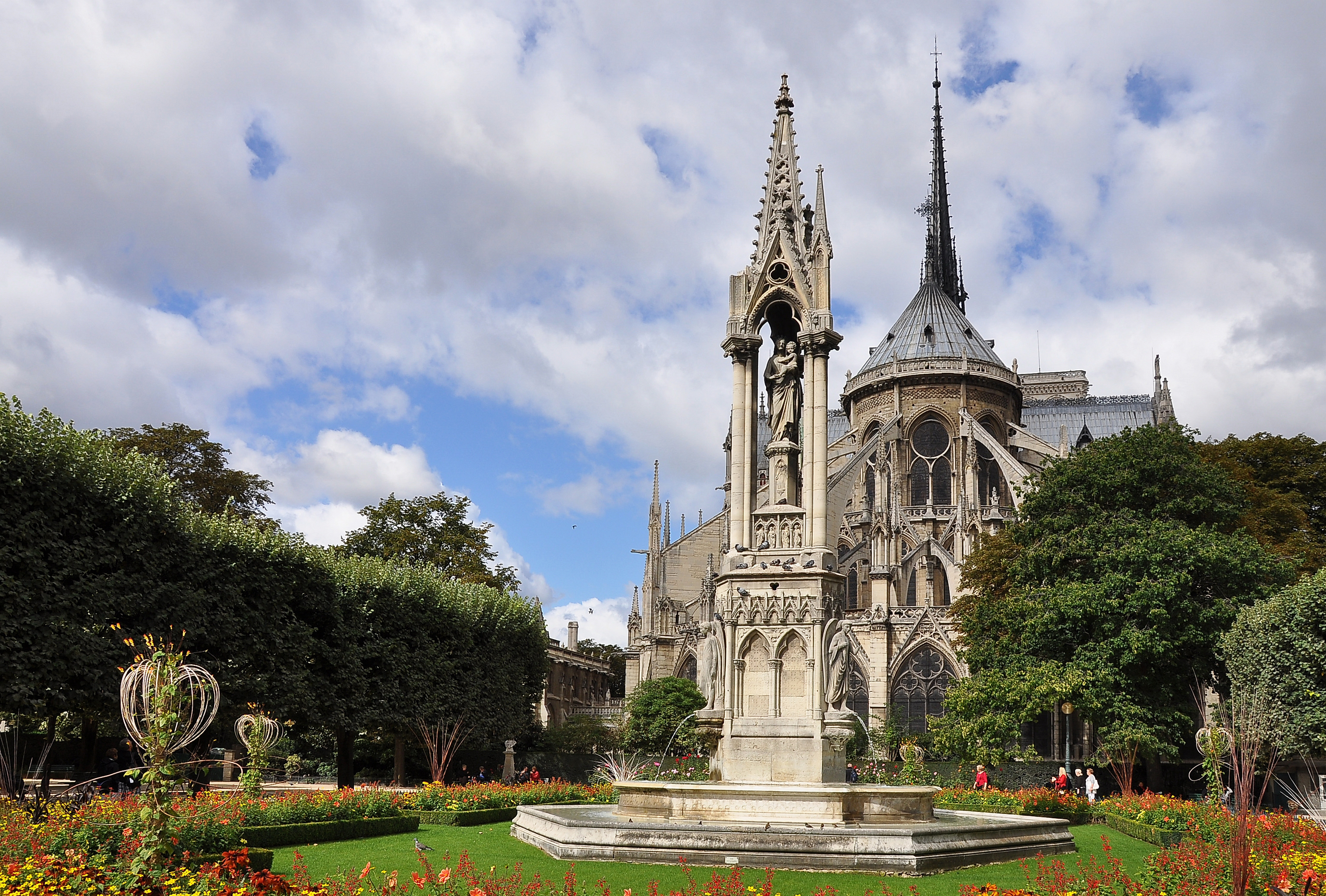
Собор Паризької Богоматері

- Протестантська церква Ораторії Лувру, 1-й округ
- Церква Сент-Есташ, 1-й округ
- Церква Сен-Жермен-л'Осерруа, 1-й округ
- Церква Сен-Поль-Сен-Луї, 4-й округ
- Велика мечеть у Парижі, 5-й округ
- Церква Сен-Северен, 5-й округ
- Церква Сент-Етьєн-дю-Мон, 5-й округ
- Церква Сен-Сюльпіс, 6-й округ
- Церква Сен-Жермен-де-Пре, 6-й округ
- Базиліка Святої Клотільди, 7-й округ
- Російський православний собор Святої Трійці, 7-й округ
- Церква Сен-Луї-дез-Інвалід, відома як купол Інвалідів, 7-й округ
- Американський собор Святої Трійці, 8-й округ
- Церква Мадлен, 8-й округ
- Базиліка Сакре-Кер, 18-й округ

### Відомі навчальні заклади
- Колеж Станіслава
- Ліцей Каміля Се
- Ліцей Шапталя
- Ліцей Кондорсе
- Ліцей Генріха IV
- Сорбонна

### Бібліотеки
- Національна бібліотека Франції – Франсуа Міттеран, 13-й округ
- Національна бібліотека Франції – Рішельє, 2-й округ
- Бібліотека Святої Женев'єви

### Галло-римські пам'ятки
- Арени Лютеції, 5-й округ — пам'ятки галло-римського періоду
- Терми Клюні, 5-й округ

### Вежі
- Вежа Жана Безстрашного, 2-й округ
- Вежа Сен-Жак, 4-й округ
- Абатство Святої Женев'єви (Ліцей Генріха IV), 5-й округ
- Вежа Жюсьє (Університет Париж VI), 5-й округ
- Ейфелева вежа, 7-й округ
- Вежа Монпарнас, 15-й округ
- Хаят Рідженсі Парі Етуаль (колишній готель Concorde La Fayette), 17-й округ

### Вокзали
- Вокзал Аустерліц, 13-й округ
- Вокзал Берсі, 12-й округ
- Східний вокзал, 10-й округ
- Ліонський вокзал, 12-й округ
- Вокзал Монпарнас, 15-й округ
- Північний вокзал, 10-й округ
- Вокзал Сен-Лазар, 8-й округ

### Відомі мости
- Міст Александра III
- Міст Мистецтв
- Міст Бір-Хакейм
- Міст Шарля де Голля
- Міст Згоди
- Міст Мірабо
- Новий міст
- Міст Руаяль
- Міст Сюллі
- Міст Альма

## Відомі місця
- Єлисейські Поля, 8-й округ
- Авеню Монтень, 8-й округ
- Бульвар Сен-Жермен, 5-й, 6-й та 7-й округи
- Бульвар Осман, 8-й та 9-й округи
- Букіністи Парижа, набережні Сени
- Канал Сен-Мартен, 10-й округ
- Катакомби Парижа, 14-й округ
- Каналізація Парижа
- Іподром Отея, 16-й округ
- Іподром Лоншан, 16-й округ
- Іподром Венсенн, 12-й округ
- Острів Сіте, 1-й та 4-й округи
- Острів Сен-Луї, 4-й округ
- Площа Бастилії, 4-й, 11-й та 12-й округи
- Площа Дофіна, 1-й округ
- Площа Отель-де-Віль, 1-й округ
- Площа Опери, 9-й округ
- Площа Нації, 11-й округ
- Площа Пале-Рояль, 1-й округ
- Площа Республіки, 3-й, 10-й та 11-й округи
- Площа Тертр, 18-й округ
- Вандомська площа, 1-й округ
- Площа Перемог, 1-й та 2-й округи
- Площа Вогезів, 4-й округ
- Квартал Ле-Аль, 1-й округ
- Латинський квартал, 5-й та 6-й округи
- Квартал Маре, 3-й та 4-й округи
- Квартал Богренель, Фронт-де-Сен
- Квартал Монмартр, 18-й округ
- Квартал Пігаль, 9-й та 18-й округи
- Квартал Сантьє, 2-й округ
- Вулиця Фобур-Сент-Оноре, 8-й округ
- Рю-де-ла-Пе, 1-й та 2-й округи
- Вулиця Ріволі, 1-й та 4-й округи
- Вулиця де Розьє (Плетцль), 4-й округ

### Відомі цвинтарі
- Цвинтар Монмартр, 18-й округ
- Цвинтар Монпарнас, 14-й округ
- Цвинтар Пассі, 16-й округ
- Цвинтар Пер-Лашез, 20-й округ

### Парки та сади
- Булонський ліс, 16-й округ
- Венсенський ліс, 12-й округ
  - Паризький зоопарк
  - Ферма Жоржа-Віля (Ферма Парижа)
- Акліматизаційний сад, 16-й округ
- Атлантичний сад, 15-й округ
- Сад басейну Арсеналу, 12-й округ
- Марсове поле, 7-й округ
- Сади Єлисейських Полів, 8-й округ
- Сад Ле-Аль, 1-й округ
  - Дитячий сад Ле-Аль
- Люксембурзький сад, 6-й округ
- Сад Пале-Рояль, 1-й округ
- Сад рослин, 5-й округ
  - Звіринець Саду рослин
- Сад теплиць Отея, 16-й округ
- Сад Тюїльрі, 1-й округ
- Парк Андре-Сітроена, 15-й округ
- Парк Багатель, 16-й округ
- Парк Бельвіль, 20-й округ
- Парк Берсі, 12-й округ
- Парк Бют-Шомон, 19-й округ
- Парк Кліші-Батіньоль – Мартіна Лютера Кінга, 17-й округ
- Квітковий парк Парижа, 12-й округ
- Парк Жоржа-Брассенса, 15-й округ
- Парк Монсо, 8-й округ
- Парк Монсурі, 14-й округ
- Парк Ла-Віллетт, 19-й округ
- Лебединий острів, 15-й округ

## Концертні зали та розважальні заклади

### Видатні кінотеатри
- Форум зображень, 1-й округ
- Кінопанорама, 15-й округ (закрито)
- Жеод, 19-й округ
- Ґран-Рекс, 2-й округ
- Парі-Сторі, 9-й округ
- Пагода, 7-й округ

### Концертні зали
- Батаклан, 11-й округ
- Музичне містечко, 19-й округ
- Опера-Комік, 2-й округ
- Опера Гарньє, 9-й округ
- Опера Бастилія, 12-й округ
- Дзеркальний палац
- Пеніш-Опера
- Зеніт, 19-й округ
- Зал Плеєль, 8-й округ
- Театр Єлисейських Полів, 8-й округ
- Олімпія, 9-й округ
- Берсі Арена, 12-й округ

### Кабаре-вечері-шоу
- La Belle Époque New Look, 2-й округ
- Paradis latin, 5-й округ
- Crazy Horse, 8-й округ
- Лідо, 8-й округ
- Абат Костянтин, 9-й округ
- Карусель де Парі, 9-й округ
- Фолі-Бержер, 9-й округ
- У Мішу, 18-й округ
- Мулен Руж, 18-й округ

### Цирки
- Цирк Арлетт Грюсс, з кінця жовтня до лютого, у Булонський ліс, 16-й округ
- Цирк Діани Морено Борманн, у Акліматизаційний сад, 16-й округ
- Зимовий цирк, 11-й округ

## Сучасна архітектура (XX–XXI століття)
- Театр Єлисейських Полів, (1913), Огюст Перре, 8-й округ
- Зал Плеєль, (1927), Жак Марсель Обюртен, Андре Гране та Жан-Батист Матон, 8-й округ
- Фасад, що виходить на Сену, магазину 2 La Samaritaine, Франц Журден та особливо Анрі Соваж, (1928), 1-й округ
- Міжнародне університетське містечко в Парижі, Швейцарський павільйон, (1930), Ле Корбюзьє та Бразильський будинок, (1954), Ле Корбюзьє та Лусіо Коста[1]
- Палац Порт-Доре, (1931), Альбер Лапрад, 12-й округ[2]
- Будинок та майстерня майстра-скляра Барійє, Робер Малле-Стевенс[3], (1932), 15-й округ
- Палац Шайо, (1937), Жак Карлю, Луї-Іполит Буало та Леон Азема, 16-й округ
- Палац Єна, (1937), Огюст Перре, 16-й округ
- Токійський палац, (1937), архітектори: Жан-Клод Дондель, Андре Обер, Поль Віар та Марсель Дастюг, барельєфи: Альфред Жанніо, статуя «Франція»: Антуан Бурдель, 16-й округ
- Будинок ЮНЕСКО, (1958) архітектори: француз Бернар Зерфюс, американець Марсель Бреєр та італієць П'єр Луїджі Нерві. 7-й округ[4]
- Штаб-квартира Французької комуністичної партії, Оскар Німеєр, (1965-1980), 19-й округ
- Фронт-де-Сен, (1970-ті) та Торговий центр Богренель, Валод і Пістр, (2013) для останнього, 15-й округ
- Вежа Монпарнас, архітектори Жан Соб, Ежен Бодуен, Урбен Кассан та Луї де Хойм де Мар'єн, (1973), 15-й округ
- Центр Жоржа Помпіду, Ренцо Піано, Річард Роджерс, Джанфранко Франкіні, (1977), 1-й округ
- Берсі Арена, команда Андро-Пара, Жан Пруве, Гюван, (1984), 12-й округ.
- Сходи Бароко, Рікардо Бофіль, (1985), 14-й округ
- Жеод, архітектори Адріан Фензільбер та Жерар Шамаю, (1985), 19-й округ
- Церква Нотр-Дам-де-л'Арш-д'Альянс, Architecture-Studio, (1986), 15-й округ
- Інститут арабського світу, (1987) Жан Нувель[5], 5-й округ
- Міністерство економіки та фінансів (Франція), (1989), 12-й округ.
- Піраміда Лувру, Йо Мінг Пей, (1989), 1-й округ
- Опера Бастилія, Карлос Отт, (1989), 11-й округ
- Дефанс, діловий район Парижа, Велика арка Дефанс, Йоганн Отто фон Шпрекельсен та Ерік Рейтцель, (1989)
- Парк Андре-Сітроена, ландшафтні дизайнери Жиль Клеман, Ален Прово, архітектори Патрік Берже, Жан-Франсуа Жодрі та Жан-Поль Віг'є. (1992)[6], 15-й округ
- Колишня штаб-квартира Canal+, (1992), Річард Меєр[7], 15-й округ
- Облицювання Міністерство культури (Франція)[8], 1-й округ
- Французька сінематека, (1993), Френк Гері, 12-й округ.
- Фонд Картьє, Жан Нувель, (1994), 14-й округ
- Національна бібліотека Франції, Домінік Перро, (1995), 13-й округ
- Музей на набережній Бранлі, Жан Нувель, (2006), 7-й округ
- Доки, місто моди та дизайну, Jakob + Macfarlane, (2008), 13-й округ
- Фонд Луї Віттон, Френк Гері, (2014), 16-й округ[9]
- Паризька філармонія, Жан Нувель, (2015), 19-й округ
- Канопе, Патрік Берже та Жак Анціутті, (2016), 1-й округ

## Шопінг у Парижі

### Універмаги
- Самарітен, 1-й округ
- BHV Маре (колишній Bazar de l'Hôtel de Ville), 4-й округ
- Бон Марше Рів Гош, 7-й округ
- Galeries Lafayette Haussmann, 9-й округ
- Printemps Haussmann, 9-й округ
- Прентан, 20-й округ

### Торгові центри
- Форум Ле-Аль, 1-й округ
- Карусель Лувру, 1-й округ
- Труа Картьє Ла Мадлен, 1-й округ
- Ринок Сен-Жермен, 6-й округ
- Торгові галереї Єлисейських Полів, 8-й округ
- Пасаж Гавр, 9-й округ
- Італі 2, 13-й округ
- Торговий центр Тур Мен-Монпарнас, 15-й округ
- Торговий центр Богренель, 15-й округ
- Бутіки Палацу конгресів, 17-й округ

### Галереї та криті пасажі
- Галерея Кольбер (1826), 2-й округ
- Галерея Мадлен (1845), 8-й округ
- Галерея Веро-Дода (1826), 1-й округ
- Галерея Вів'єн (1823), 2-й округ
- Пасаж Шуазель (1827), 2-й округ
- Пасаж Гран-Серф (1825), 4-й округ
- Пасаж де л'Індустрі (1827), 10-й округ
- Пасаж Жуффруа (1845), 2-й округ
- Пасаж де Панорама (1800), 2-й округ
- Пасаж де Павільон (1784), 1-й округ
- Пасаж Вердо (1847), 9-й округ
- Пасаж Канопе (2016), 2-й округ

### Торгові вулиці
- Єлисейські Поля
- Бульвар Осман
- Вулиця Ріволі
- Вандомська площа
- Вулиця Фобур-Сент-Оноре
- Вулиця де Ренн

### Антикваріат
- Каре Рів Гош, 7-й округ
- Лувр антикварів, 1-й округ
- Село Сен-Поль, 4-й округ
- Швейцарське село, 15-й округ
- Віадук мистецтв
- Отель Друо, 9-й округ